# Piper longiappendiculatum
Piper longiappendiculatum är en pepparväxtart som beskrevs av J.A. Steyermark. Piper longiappendiculatum ingår i släktet Piper och familjen pepparväxter. Inga underarter finns listade i Catalogue of Life.